# شیلا (خواننده)
شیلا (با نام اصلی شایسته؛ زاده ۱۷ فروردین ۱۳۴۴) خواننده موسیقی پاپ ایرانی ساکن لس آنجلس است. شیلا در سال ۱۳۷۳ وارد عرصه خوانندگی شد و در سال ۱۳۷۵ اولین آلبوم خود به نام تلخ و شیرین را به بازار ارائه نمود. او پس از آن با آلبوم‌های افسونگر و چشمون من به شهرت بسیاری رسید و از ستارگان محبوب موسیقی پاپ ایران در دهه هفتاد ایران شد. بعدها تا مدت زیادی ترانه‌ای از او منتشر نشد. او با تعدادی از دیگر هنرمندان نامدار موسیقی پاپ ایران از جمله حسن شماعی‌زاده، صادق نوجوکی، شهرام آذر (سندی)، بیژن مرتضوی، سعید محمدی و مهداد زند کریمی همکاری داشته است.
او برای ایرانیان خارج کشور در تعدادی از کشورهای اروپایی و آمریکا کنسرت و اجرای زنده داشت. او فعالیت خود را در زمینه موسیقی ادامه داده و تعدادی تک‌آهنگ نیز ارائه کرده است.

## همکاری با هنرمندان
شیلا با هنرمندان بسیاری همکاری داشته که از میان آنها می‌توان به صادق نوجوکی، بیژن مرتضوی، مهداد زند کریمی، مهرداد آسمانی، فضل‌الله توکل و حسن شماعی‌زاده اشاره کرد.

## آلبوم‌ها
- تلخ و شیرین ۱۳۷۵
- افسونگر ۱۳۷۷
- چشمون من ۱۳۷۹
- قاصدک ۱۳۸۱
- امشب ۱۳۸۵
- دوستان (ستار، مرتضی و سعید محمدی)۱۳۸۷[۳]

## ترانه‌شناسی

### تلخ و شیرین (۱۳۷۵)
| نام ترانه   | ترانه‌سرا          | آهنگساز         | تنظیم           |
| ----------- | ----------------- | --------------- | --------------- |
| آره یا نه   | مهداد زند کریمی   | مهداد زند کریمی | مهداد زند کریمی |
| خوب و بد    | مهداد زند کریمی   | مهداد زند کریمی | مهداد زند کریمی |
| تلخ و شیرین | مهداد زند کریمی   | مهداد زند کریمی | مهداد زند کریمی |
| هوس         | همایون هوشیارنژاد | حسن شماعی زاده  | مهداد زند کریمی |
| همسفر       | مسعود فردمنش      | صادق نوجوکی     | صادق نوجوکی     |
| نامه        | هما میرافشار      | محمد حیدری      | آرمن آهارونیان  |

### افسونگر (۱۳۷۷)
| نام ترانه   | ترانه‌سرا          | آهنگساز         | تنظیم                        |
| ----------- | ----------------- | --------------- | ---------------------------- |
| مهمون       | مهداد زند کریمی   | بیژن مرتضوی     | بیژن مرتضوی                  |
| افسونگر     | مهداد زند کریمی   | مهداد زند کریمی | مهداد زند کریمی              |
| نازک‌دل      | همایون هوشیارنژاد | مهرداد آسمانی   | منوچهر چشم آذر و بیژن مرتضوی |
| دیدار       | مهداد زند کریمی   | مهداد زند کریمی | مهداد زند کریمی              |
| ذره ذره     | مهداد زند کریمی   | مهداد زند کریمی | مهداد زند کریمی              |
| مسافر غریبه | همایون هوشیارنژاد | حسن شماعی زاده  | فرزین فرهادی                 |

### چشمون من (۱۳۷۹)
| نام ترانه      | ترانه‌سرا          | آهنگساز         | تنظیم                   |
| -------------- | ----------------- | --------------- | ----------------------- |
| آسه آسه        | همایون هوشیارنژاد | محمد مقدم       | محمد مقدم               |
| عروس خلیج فارس | کوجی زادوری       | حسن شماعی زاده  | شهرام آذر               |
| باورم کن       | سعید محمدی        | سعید محمدی      | دیوید بتسامو            |
| یارت نمیشم     | مهداد زند کریمی   | مهداد زند کریمی | مهداد زند کریمی         |
| چشمون من       | کوجی زادوری       | محمد مقدم       | محمد مقدم               |
| قناری جون      | شایان             | محمد مقدم       | بیژن مرتضوی و محمد مقدم |
| رفتم از یادت   | فضل‌الله توکل      | فضل‌الله توکل    | بیژن مرتضوی             |

### قاصدک (۱۳۸۱)
| نام ترانه    | ترانه‌سرا          | آهنگساز       | تنظیم       |
| ------------ | ----------------- | ------------- | ----------- |
| قاصدک        | مسعود فردمنش      | محمد مقدم     | محمد مقدم   |
| می‌میرم       | مسعود فردمنش      | محمد مقدم     | محمد مقدم   |
| آهسته بیا    | بازسازی           | بازسازی       | شهرام آذر   |
| نگاه عاشقونه | همایون هوشیارنژاد | محمد مقدم     | محمد مقدم   |
| شروع قصه     | سعید محمدی        | سعید محمدی    | شهیاد       |
| شب پرستاره   | همایون هوشیارنژاد | محمد مقدم     | محمد مقدم   |
| دختر کردستان | هما میرافشار      | حسن شماعی‌زاده | کاوه شیخ    |
| عروس ناز     | مسعود فردمنش      | سلیمان اکبری  | سعید قربانی |

### امشب (۱۳۸۵)
| نام ترانه       | ترانه‌سرا    | آهنگساز        | تنظیم          |
| --------------- | ----------- | -------------- | -------------- |
| تو رو میخوام    | یغما گلرویی | حسن شماعی زاده | آرا هایراپتیان |
| شهرهای ایران    | سینا بیات   | سینا بیات      | شهرام آذر      |
| یه دل دارم      | سعید دبیری  | جمشید زندی     | شهرام آذر      |
| زمستون          | سعید دبیری  | سیاوش قمیشی    | آرا هایراپتیان |
| تو دیگه کی هستی | بابک صحرایی | حسن شماعی زاده | آرا هایراپتیان |
| امشب            | بابک روزبه  | کوجی زادوری    | منوچهر چشم آذر |
| گل مریم         | کریم فکور   | افغانی         | شهیاد          |

### دوستان (۱۳۸۷)
| نام ترانه | ترانه‌سرا    | آهنگساز    | تنظیم        |
| --------- | ----------- | ---------- | ------------ |
| امشب      | عرفان سلیمی | سعید محمدی | پوریا نیاکان |
| دل دیوونه | سعید محمدی  | سعید محمدی | پوریا نیاکان |

## تک ترانه‌ها
| نام ترانه  | ترانه‌سرا         | آهنگساز          | تنظیم      | سال انتشار |
| ---------- | ---------------- | ---------------- | ---------- | ---------- |
| دوستی      | افشین خواجه‌نژاد  | افشین خواجه نژاد |            | ۲۰۱۵       |
| حس تازه    | امیر شیرازی      | امیر فرجام       |            | ۲۰۱۵       |
| بهتر از تو | امین بامشاد      |                  | سالار مقدم | ۲۰۱۶       |
| تکیه‌کلام   | افشین خواجه‌نژاد  | افشین خواجه‌نژاد  |            | ۲۰۱۷       |
| آسه آسه ۲  | نازنین هدایت‌نژاد | حسین لطفی        | حسین لطفی  | ۲۰۱۸       |
| خوزستان    | امیر شیرازی      | آرمین مکری       |            | ۲۰۱۹       |